# ゴジラ×メカゴジラ
『ゴジラ×メカゴジラ』（ゴジラたいメカゴジラ）は、2002年12月14日に公開された日本映画で、「ゴジラシリーズ」の第26作である。カラー、シネマスコープ、ドルビーデジタル。略称は『GMG』『G×MG』『×メカゴジラ』。監督は手塚昌明、主演は釈由美子。
キャッチコピーは「砕け散るまで戦え！」「起動・共鳴・氷砕」。観客動員数は170万人。
併映は『とっとこハム太郎 ハムハムハムージャ!幻のプリンセス』。

## 概要
ゴジラミレニアムシリーズの第4作。ゴジラは前々作と近似した造形に戻される。本作品では主人公で自衛官の家城茜と3式機龍（メカゴジラ）を中心とした物語となっており、ゴジラの描写は自然災害に似た感情移入の余地がない存在として描かれている。
本作品でのメカゴジラは、CGによるスピード感あふれるミサイル攻撃や、高機動形態での俊敏なアクションなど、従来のロボット怪獣のイメージを覆す描写がなされた。また、作中では「3式機龍」が正式名称であり、「メカゴジラ」の名称は開発者の1人である湯原とその娘が愛称として呼ぶのみとなっている。
『ゴジラ2000 ミレニアム』（1999年）以降の作品に共通する、第1作『ゴジラ』（1954年）以外のゴジラ映画とのストーリー上の関連が一切ないという形は変わらないが、本作品は『モスラ』（1961年版）や『フランケンシュタインの怪獣 サンダ対ガイラ』（1966年）などゴジラシリーズ以外の東宝怪獣映画作品と世界観を共有しており、作中に登場するメーサー殺獣光線車のデザインなどにその設定が反映されている。
3作品続けて女性が主人公となっているほか、現実には実現していない女性総理大臣が登場するなど、女性の社会進出が進んでいた当時の時代性を反映している。また、東宝特撮映画としては初めて怪獣ではなく登場人物をメインとしたポスターが制作されている。
主な舞台は、八景島、品川駅周辺。品川は第1作で初代ゴジラが初上陸した場所であり、次作『ゴジラ×モスラ×メカゴジラ 東京SOS』（2003年）でも舞台となった。

## あらすじ
1954年に出現した初代ゴジラが倒された後も日本に巨大生物が頻繁に出現するようになった。これに対し、メーサー殺獣光線車を主力とする対特殊生物自衛隊=通称「特生自衛隊（JXSDF・Japan Counter-Xenomorph Self Defence Force）」が結成された。
1999年、館山市にて自衛隊によりあるものがトラックによって運び出される。その数日後、45年ぶりに2頭目のゴジラが現れ、台風13号とともに房総半島に上陸する。特生自衛隊は館山から富山町に向かうゴジラ迎撃を開始するが、まったく歯が立たない。その戦渦のなか、特生自衛隊員の家城茜は操縦するメーサー殺獣光線車を誤って仲間の73式小型車に激突させ、崖下に転落した73式小型車はゴジラに踏み潰される。自身の命はなんとか助かるものの、茜は仲間を殉職させたという自責の念をぬぐい去ることができないまま、責任を問われるかたちで資料課への転属を命じられる。
一方、日本政府は柘植真智子首相指揮のもと、湯原徳光ら日本有数の科学者たちを招集して対G兵器の開発に着手する。柘植首相は辞職し、2002年10月に科学技術庁長官だった五十嵐隼人が新首相に就任する。そして、館山沖から引揚げられた初代ゴジラの骨格をもとに、4年の月日を経て2003年2月、ついに「機龍（メカゴジラ）」を完成させる。時を同じくして、いまだ心にさまざまな葛藤を残している茜の「機龍隊」への配属が決定する。隊員のなかには、茜のミスで兄を殉職させられた葉山もおり、茜は孤立しながらも努力を重ね、機龍の正オペレーターに任命される。
5月、機龍完成披露式典が行われ、機龍のテスト機動が開始されたとき、ゴジラが太平洋上を北上して東京湾に出現し、茜を含む機龍隊は機龍を発進させる。ゴジラは横浜・八景島に上陸し、その前に機龍が立ちはだかる。機龍はロケット弾とミサイル、メーサーなどの重武装で徐々にゴジラを追いつめ、目標を一瞬で凍結・粉砕する最終兵器「アブソリュート・ゼロ」でとどめを狙う。しかしゴジラが天に向かって咆哮すると、機龍がシステム障害をきたしてオペレート不能に陥り、その隙にゴジラは海中へと姿を消す。しらさぎが機龍を回収し帰還しようとしたところ、突然機龍がまるで意志を持ったかのように暴走し街を破壊しはじめる。ゴジラの咆哮が機龍のDNAコンピュータに干渉し、初代ゴジラの意識が目覚めたのだ。しらさぎ3号機もロケット砲で撃墜され、茜は乗っていた葉山たちを爆発寸前で救うが、目が赤く染まり、「本物のゴジラ」のごとく猛威を振るう機龍を止めるには、体内のエネルギーが尽きるのを待つしかなかった。
体内のエネルギーを使い切り、機龍は停止するも、その暴走によって八景島周辺は全壊する。プロジェクトの総責任者である五十嵐にも責任を問う声が高まり、機龍隊の存続も危ぶまれる。湯原は機龍のDNAコンピュータの塩基構造を変えることでゴジラからの干渉を回避させるよう改良を施す。しかし五十嵐はふたたび暴走するのではないかと恐れ、出動許可を下さないでいた。また湯原の娘・沙羅も、初代ゴジラの骨格から作られた機龍が、本来同族でもあるはずのゴジラを倒すことに疑問を感じはじめる。自身を機龍と重ね、どちらも「求められない命」だという茜に対し、沙羅は生きていてはいけない命などないとこたえる。
東京湾からふたたびゴジラが出現する。特生自衛隊の通常兵器による防衛網をものともしないゴジラは午前1時に品川埠頭に上陸し、市街地を火の海へと変えていく。この事態に五十嵐は、ついに機龍出動を承認する。品川の街に降り立った機龍は、バックユニットを強制排除することでゴジラを圧倒するものの、エネルギー残量の限界が迫る。格闘の末、ゴジラを転倒させた機龍はアブソリュート・ゼロを発射しようとするが、倒れながらゴジラが放った熱線によりコントロールシステムが破損、遠隔操作が不可能になる。茜は手動による直接操作を行なうべくみずから機龍のメンテナンスブースに乗り込み、五十嵐の決断により関東全域の電力が供給される。ゴジラの攻撃を受けて茜は意識を失いかけるが、沙羅の言葉を思い出して奮起し、それに呼応するように機龍がふたたび起動する。葉山の身を挺した行動により、機龍はゴジラを捕らえ、アブソリュート・ゼロを至近距離で放つことに成功する。それでも仕留めることはできず、傷ついたゴジラは戦意喪失してそのまま沖へと去っていくが、五十嵐はゴジラを上回る戦力を得たことを確信し、勝利を宣言する。帰還した茜は沙羅に礼を告げ、湯原は機龍が勝った祝いに茜に食事に誘うと言うが、茜は「あれは勝ちじゃない。勝負はついていない」と逆に湯原親子を食事に誘うと機龍に向かって敬礼する。

## 登場怪獣
ゴジラ

メカゴジラ（3式機龍）

このほか、モスラとガイラがライブフィルムで登場。

## 登場人物
主要登場人物の名前には、植物や自然関係の言葉が取り入れられている。
家城 茜（）
本作品の主人公。特生自衛隊（特自）三尉。第1機龍隊の正オペレーター。28歳。
4年前はメーサー隊所属で、オペレーターとしての技量を高く評価されていたが、1999年の館山でのゴジラ攻撃の際に自身のミスで葉山二尉たちをゴジラに殺されてしまい、その責任により資料課へ転属となる。その後、2003年2月の機龍隊編成の際に召集され、4月に第1機龍隊へ配属となり、機龍を遠隔操縦する正オペレーターに任命され、再びゴジラとの戦いに身を投じる。
施設育ちで、「望まれない命」と自らを認識しており、身寄りがなくストイックな雰囲気で、滅多に感情を出さないクールビューティーだが、湯原親子と少しずつ心を通わせていき、笑顔も見せるようになる。
制作
脚本の三村渉は、従来の清く正しい東宝映画のヒロイン像を離れたかったといい、多少乱暴なセリフを吐くなど、孤独で心に暗い部分を抱えた人物像とした。三村は、釈由美子の主演作である『修羅雪姫』からもヒントを得ていると述べている。釈が起用されたことにより、彼女の人物像に合わせて明るいキャラクター設定に変更されたが、釈自身が直接撮影所を訪れて懇願し、元に戻された。ダークなキャラクター設定にしたため、自然に無口となったが、釈が台詞を減らすよう依頼して、手塚が現場でセリフを切ったことで、さらに無口になったという。メカゴジラとシンクロさせるために、茜を孤立させて同じように孤独な存在として向き合わせ、そこに孤独を抱えた沙羅がシンクロするという話になったという。『×メガギラス』の辻森桐子のように、戦うモチベーションを持たせているが、同僚を死なせたという負い目を持たせたという。
準備稿では、茜のミスで同僚を死なせてしまったことで調査委員会が退職を迫っていたが、特生自衛隊監修の石山俊浩はメーサー車を扱う特技資格を持つ茜が簡単に追い出されるはずはないと考え、茜に過失がないと結論づける展開に変更された。三村は、左遷は茜が自身に対する怒りや悔しさなどから望んだ処罰であると位置づけている。釈も、自衛隊員から行き過ぎた描写であることは説明を受けつつ、茜のストイックで責任感の強い性格を表現するための描写であったと理解している。
三村は、茜のバックボーンについて、父親がおらず、生まれてすぐに母親に捨てられ施設で育ったと想定しており、自衛隊に入隊したのは自分を守るための力が欲しかったことや戦闘で自分の生を感じるためであったと述べている。
演じる釈は、『修羅雪姫』とは同じような演じ方にはしたくなかったが、クールで寡黙な笑わないヒロインという点は同じであるため、明確な違いを出すのは難しかったと述べている。その中で釈は、『修羅雪姫』は野生動物のような少女が女性になっていく過程を描いていたのに対し、本作品では最後まで茜が女性であることを意識しないことが大きな違いであると認識し、女性だからと見くびられたくないという想いを強調したと語っている。茜の湯原に対する感情も、技術面などで信頼はおいているが恋愛感情はないと述べており、ラストで食事の誘いを受けたのも気持ちにゆとりができたためであるとしている。三村も、湯原の気持ちが茜の心を開かせたのは事実だが、二人の間にあるのはあくまで淡い感情であるとしている。
釈は訓練のシーンからクランクインし、その翌日に本編ラストで茜と湯原親子の屋上での場面の撮影であったが、前日の訓練で疲れてボロボロであったため、沙羅に一言言って歩いて去るシーンでは、筋肉痛のためにロボットのような歩き方であったことから、一瞬歩くカットが映るのみに編集されているという。また、沙羅役の小野寺とはオジギソウが絡んでいるとても重要な関係性であることから、撮影外で話すことはあったものの、仲良くし過ぎないよう気を付けていたといい、共演歴のあった湯原役の宅麻伸や五十嵐役の中尾彬以外とは、そんな意識のためか、コミュニケーションを取っていなかったという。
特報では、茜がしらさぎの操縦席側に座っている場面がある。

湯原 徳光（）
人工生物学の権威である大学の理工学部教授。沙羅の父親。40歳。
大学の学生たちに絶滅寸前の動物たちを救いたいと語っているが、野菜が嫌いな子供っぽい一面ももつ。考え事をする際には頭をかく癖がある。
機龍プロジェクトにスカウトされ、沙羅との生活のため一度は断るも、沙羅と一緒に防衛庁技術研究所へ転居しプロジェクトに参加する。機龍のDNAコンピュータを使用した伝達システムの開発を担当し、機龍の完成披露式典ではシステムと操縦方法を解説する。
一目惚れした茜にややぎこちなくアプローチし、司令室でも機龍を操縦する茜を心から応援する。
- 湯原について三村は、茜をフォローしつつ心の傷には直接踏み込まない父性を感じさせる存在としつつ、軽いキャラクターとすることで茜の暗さを中和させることを意図したと述べている。
- 監督の手塚昌明は、演じる宅麻伸について「ユニークな方」と評しており、宅麻と旧知であったことから本作品に起用し、普段の宅麻のイメージで演じるよう要望したという。また、よれた白衣を着せることで男やもめの生活感を表現しているが、自宅の様子についてはあまりリアルにやると悲しくなってしまうとしてきれいに見せている。一方で、三村は湯原が基本的には二枚目であるとし、当初はもっとちゃらんぽらんな性格であったが、全体のバランスを考慮して抑えたと述べている。
- 湯原の研究室がある大学の外観は、東京大学駒場Iキャンパスの正門前で撮影されたが、湯原の所属大学は明言されていない。

富樫（）
特自二佐。第1機龍隊隊長。36歳。
茜とは4年前からの同僚で、館山でゴジラの骨格のサルベージ作業に参加している。当時の階級は二佐。
表情が硬いものの、部隊内での秩序を重んじ、チームワークを乱す行為を決して許さない生粋の自衛隊員で、4年間も心に傷を抱えた茜を気にかけながら第1機龍隊へスカウトする温かみを秘める。
機龍出動時にはしらさぎ1号機に搭乗して現場指揮を執る。また、ゴジラが品川に上陸しようとした際には独断で首相官邸へ赴き、五十嵐へ機龍の再出動許可を直訴する。
- 五十嵐へ直談判するシーンは、部隊長と総理大臣が直接話すという不自然なシーンとなったが、手塚は戦争映画のノリで作りたかったといい、三村にも格好良く書くよう要望していた。手塚の想定では、冨樫の父と五十嵐が旧知であり、そのことを説明するセリフも入れる予定であったが、時間の都合により叶わなかった。

葉山（）
特自三尉。第1機龍隊しらさぎ3号機および6号機パイロット。25歳。
殉職した葉山二尉の弟。富樫からも優秀と評されているが気性が激しく、兄を殉職させた原因を作ったとして茜に憎しみを抱き、何かと難癖を付けていた。しかし機龍の暴走で危機に陥った際に茜に助けられることとなり、仲間意識が芽生えるようになる。
品川での決戦では、機龍を直接操縦する茜を援護するためにしらさぎ6号機に同乗していた関根を先に脱出させてゴジラへ特攻。茜に借りを返すと同時にゴジラを撃退する突破口を開く。
- 手塚は、葉山について昔の戦争映画によくいるライバルキャラクターであると述べている。

一柳（）
特自幕僚長。54歳。
有事の際には自ら3式機龍司令室より指示を出す。
やや気が短いのか、八景島での戦闘でゴジラを逃がした際には悔しがる身振りを見せたり、品川での決戦で一時停止した機龍を現地で応急処置するという茜の提案に強く反対する。しかし茜が強行したのを見て、現場のメーサー隊に援護を指示している。

菱沼（）
文部科学省事務次官。52歳。
柘植政権時代は科学技術庁の研究開発局長を務め、機龍開発スタッフのスカウトを行う。湯原のスカウトにも自ら赴き、沙羅と過ごす時間を大事にしたいと主張して協力を拒否した湯原へ、防衛庁敷地内への転居を条件に参加を取り付ける機転を利かせる。

湯原 沙羅（）
湯原徳光の一人娘。小学5年生。10歳。
父や学校の友達の前では明るく振る舞っているが、4歳のころに妊娠中の母親と胎児を亡くしてから心に孤独を抱え、眠り草を植えた鉢に話しかけるようになり、「命」に人一倍敏感になった。そのため、暴走した後の機龍にも深い哀れを感じる。
茜とあまり反りが合わなかったが茜との触れ合いでその心情が変化していき、機龍を操縦する茜のことも強く案ずるようになる。技術研究所内ではカフェの手伝いを務める。
- 沙羅について三村は、綺麗事であっても脚本家としてそうあって欲しいという願いを込めたといい、沙羅の成長は地に足のついた人間ドラマである本作品を象徴する要素の1つとしている。また、手塚は、大人が言うのでは違和感のあるセリフでも子供であればストレートに言うことができると述べている。

土橋（）
柘植内閣および五十嵐内閣の防衛庁長官。機龍プロジェクトの実務面を取りまとめる参謀役を務め、マスコミへの対応も担当している。

赤松 伸治（）
ロボット工学の権威。ゴジラの骨格をベースにした機龍のフォルムを設計した。
湯原とは以前からの顔なじみであり、第1機龍隊の防衛庁技術研究所着任式の際に、茜に鼻の下を伸ばす湯原に気づいている。

菅野 吾郎（）
低温物理学の権威。アブソリュート・ゼロの設計を担当した。
品川戦の際には、一般家庭用の電力を機龍に供給することを発案する。

葉山（兄）
特自二尉。
1999年の館山沖での初代ゴジラの骨格のサルベージ作業後にゴジラ攻撃の現場へ出動したが、茜のミスで乗っていた73式小型トラックをゴジラに踏み潰されて殉職する。
- 葉山がゴジラに踏み潰されるシーンは、特撮だけでは画が持たないという特殊技術の菊地雄一からの要望により、本編での撮影が追加された。

山田 薫（）
マイクロウェーブの権威。機龍のエネルギー供給システムを開発する。沙羅にも優しく接する女性である。
- 準備稿では男性で、「金子啄郎」という名前であった。

関根（）
特自二尉。第1機龍隊しらさぎ3号機および6号機のマイクロウェーブのオペレーター。27歳。
実直かつ温厚な性格で、幾度も茜に食って掛かる葉山をたしなめ、2人の仲や部隊内の和を取り持とうとする。
八景島での戦闘では、しらさぎ3号機を撃墜されて葉山と共に危機に陥ったところを茜たちに救われている。後の品川での決戦では、機龍がエネルギー不足で機能停止した際に、しらさぎ6号機から発電所の協力で得たエネルギーを照射する。

柘植 真智子（）
1999年の内閣総理大臣。58歳。
初の女性総理として強いリーダーシップを発揮し、高い支持率を誇った。内外に日本の苦境をアピールし、強力な対ゴジラ兵器の開発を求める。対G特殊兵器開発法案から来る諸問題についても、「世界を説得するためにどこへでも行く」と公言する毅然とした人物。2002年の退任時に、五十嵐へ首相の座と日本の平和を託した。
制作
脚本では男性であったが、水野久美の出演が決定したことにより女性総理に変更された。巨大生物について語るセリフも本来は五十嵐のものであったが、『フランケンシュタインの怪獣 サンダ対ガイラ』に出演し、『ゴジラ・エビラ・モスラ 南海の大決闘』でモスラとも関わりのあった水野の方がふさわしいとして、柘植のセリフに改められた。
三村は当時マスコミを賑わせていた田中眞紀子のイメージが反映されているかも知れないとしており、富山は田中と土井たか子をミックスした感じと述べている。一方、水野も役のイメージとして田中を挙げたところ、監督の手塚からは川口順子を要望されたという。
水野は、柘植の衣裳についてちょっと古い感じであったと評しており、もっとセンスのあるものにしたかったというが、結果的には20世紀の総理大臣である柘植と21世紀の総理大臣である五十嵐の対比になっていたと語っている。
柘植の机の上には、水野が出演した『怪獣大戦争』に登場するX星人のゴーグルが置かれている。

松井 秀喜（）
読売巨人軍選手。
少年野球のチームに特別コーチとして野球教室で指導している最中に発令された警報を聞き、見事なバッティングによるホームランを披露したあとに少年たちと避難し、出動する機龍を見送る。品川でゴジラと機龍が戦っていた際には自宅で1人、バッティング練習をしていた。
- 出演のきっかけは前作が第14回東京国際映画祭で上映された際に応援メッセージの中で語った「ぜひ来年はゴジラ君と共演したい」という一言であった。ゴジラシリーズへの出演依頼は、1994年ごろから行われていた。
- 松井の登場シーンは脚本になかったが、監督の手塚が出演シーンの画コンテとシナリオを用意し、クランクイン直前の2002年6月3日の1日のみで撮影が行われた。

五十嵐 隼人（）
内閣総理大臣。57歳。
柘植前首相の下では科学技術庁長官を務めていた。2002年に強いリーダーシップを見込まれて柘植の跡継ぎとして総理大臣に就任する。機龍プロジェクトの総責任者であり、機龍の出動決定権も持ち、有事の際には自身も3式機龍司令室の席に着く。
機龍の暴走で被災した八景島周辺を目の当たりにした際には落胆し、総辞職を考えかける素振りも見せたが、再度ゴジラが出現したのを受けて機龍と特自の面々を信じ、機龍の出動許可を出す。

## 登場兵器

### 架空
- 3式機龍
- AC-3 しらさぎ[92]
- 90式メーサー殺獣光線車[92]
- 73式小型車[93]

### 実在
- 90式戦車[出典 53][注釈 7]
- 74式戦車[38][93][注釈 8]
- 89式装甲戦闘車[93]
- 87式偵察警戒車[出典 54]
- 82式指揮通信車（コマンダー）[出典 55]
- 化学防護車[63][93][注釈 9]
- 軽装甲機動車[出典 56]
- 高機動車
- 73式大型トラック[100]
- 73式中型トラック[100]
- 73式小型トラック[93]
- 1/4tトラック[93]
- ハンヴィー
- 特大型トラック（6×4）
- 除染車[63][93][注釈 9]
- 機龍ベース用キャリー[93]
- 88式地対艦誘導弾（SSM-1）[出典 54]
- 多連装ロケットシステム 自走発射機M270 MLRS[93]
- 牽引車（航空機用2t）
- 試験艦あすか[63][注釈 10]
- しらね型護衛艦「しらね」[63][93][注釈 10]
- はたかぜ型護衛艦「はたかぜ」[出典 57][注釈 10]
- はつゆき型護衛艦「はつゆき 」[出典 58]
- あさぎり型護衛艦「うみぎり」[93]
- むらさめ型護衛艦「はるさめ」[93]
- おやしお型潜水艦
- 02搭載ゴムボート[92]
- F-2支援戦闘機[出典 59]
- SH-60J哨戒ヘリコプター[63][93]
- YS-11EB電子測定機
- KC-10空中給油・輸送機（名称のみ）
- 84mm無反動砲
- 64式7.62mm小銃
- 9mm機関けん銃

## 設定
特生自衛隊

三葉虫（トリロバイト、トリロバイト・ロボット、三葉虫ロボット）
湯原が制作した生体ロボット。表面はロボットだが、カブトガニの筋肉や神経を内部に用いており、DNAコンピュータで三葉虫の自然な動きを再現している。
- 造型はレプリカの江久保暢宏が手掛けた。内蔵ギミックにより、実際に体をくねらせることが可能であった。
- 三村は、映画の賑やかしとして湯原が復元した生物を多く登場させることを考えていたが、キャラクターをゴジラとメカゴジラに絞りたいという手塚や富山の意見を受けとりやめ、三葉虫のみとなった。準備稿ではアノマロカリスと記述していた。

## キャスト
- 家城茜[出典 61]：釈由美子[注釈 11]
- 湯原徳光[出典 62]：宅麻伸
- 富樫[出典 63]：高杉亘
- 葉山[出典 64]：友井雄亮
- 一柳[出典 65]：中原丈雄
- 菱沼[出典 66]：加納幸和
- 湯原沙羅[出典 67]：小野寺華那
- 土橋[出典 68]：上田耕一
- 赤松伸治[出典 69]：白井晃
- 菅野吾郎[出典 70]：六平直政
- 葉山（兄）[出典 71]：森末慎二
- 山田薫[出典 72]：萩尾みどり
- 関根[出典 73]：水野純一
- テレビ司会者[出典 74]：大城英司
- しらさぎパイロット[109][注釈 12]：海老原智彦、青木淳
- 分析部担当官B[109]（分析中隊担当官B[44]）[注釈 13]：坂田雅彦
- 航空自衛隊幹部[出典 75]：飯山弘章
- 自衛隊員[3]：三浦武蔵
- 特自分析中隊本部担当官A[3]（分析中隊担当官A[44]）：橋本和美
- 館山のテレビレポーター[3]（レポーター[44]）：佐藤陽子[注釈 14]
- NWKアナウンサー[3]（テレビアナウンサー[44]）：井出勝己
- 90式メーサー殺獣光線車副搭乗員[3]（メーサー車副搭乗員[44]）：山本剣
- 菱沼の部下[110]：西岡生博
- 沙羅のクラスメイト[110]：永井杏、苫篠ひとみ、高橋優希、西原信裕
- TVアシスタント[3]（アシスタント[44]）：松田瑞希
- 機龍隊員[3]（その他メンバー[44]）：中江寿、三宅法仁
- 釈由美子スタント[121][3]：野川瑞穂
- プレスセンターのマスコミ[3]（プレスセンターに集まるマスコミ[44]）：ポール・カミンスキ
- プレスセンターのマスコミ[3]（外国人記者[122]、プレスセンターに集まるマスコミ[44]）：マリア・テレサ・ガウ
- 柘植真智子[出典 76]：水野久美
- TVアナ[109]（房総半島のアナウンサー[37]、館山のアナウンサー[124]、館山港のTVアナウンサー[3]、TVアナ（房総半島）[44]）：吹越満
- 特自の幹部B[109][58]（特自幹部B[125][44]）[注釈 15]：渡辺哲
- 特自の幹部A[109][58]（特自幹部A[126][44]）[注釈 16]：江藤潤
- 警備の隊員[109]（防衛技術研究所警備隊員[37][127]、防衛技術研究所・警備の隊員[44]）[注釈 17]：田中実
- 湯原の妻[出典 77]：北原佐和子
- 女学生A[109]（女子大生[129]、湯原研究室の女学生[3]、ゼミの女学生A[44]）：久遠さやか
- 避難民[42][44]（避難する人[130]、車で避難する男[19]、自動車の避難民[131]、避難車の運転手[3]）：杉作J太郎
- 家を壊される男[出典 78]（ゴジラに家を潰される男[132]）[注釈 18]：柳沢慎吾
- 避難する患者[出典 78]（品川の患者[133]、救急車内の患者[3]）：藤山直美[注釈 19]
- コメンテーター[109][44]（酉澤安施[出典 79][注釈 20]）：中村嘉葎雄
- 看護婦[109]（辻森[出典 80]、辻森桐子[42][19][注釈 21]、看護師[44]）：田中美里
- 宮川[出典 81][注釈 21]（宮川二尉[135][44]）：永島敏行
- 八景島の自衛隊員[109][44]（工藤[出典 82][注釈 21]）：谷原章介
- コンビニの店員[出典 83]：村田雄浩
- 松井秀喜[出典 84]：松井秀喜（本人役）
- 五十嵐隼人[出典 85]：中尾彬

### カメオ出演
- 陸上自衛隊員[120]（館山の自衛隊員[125]）：倉敷保雄
- 機龍隊隊員（機龍ドックの作業員[120]）：手塚昌明[出典 86]
- 避難民：三村渉[37][84]、柏原寛司[出典 87]、横谷昌宏[37]、神谷誠[63][84]
- 機龍のメカニック：西川伸司[63][44]、酉澤安施[63][44]、丸山浩[139][44]
- メーサー車乗組員（メーサー隊員、メーサー車搭乗員[44]）：喜多川務[出典 88]、石垣広文[出典 89]（八景島[注釈 22]）、鈴木健二[出典 90]（品川）

### スーツアクター / スタント
- ゴジラ[出典 91]：喜多川務
- メカゴジラ[出典 92]：石垣広文

## スタッフ
参照：
- 製作 - 富山省吾
- エグゼクティブ・プロデューサー - 森地貴秀
- 脚本 - 三村渉
- 音楽 - 大島ミチル
- 音楽プロデューサー - 北原京子
- 音楽ミキサー - 三浦克浩
- 音楽エディター - 清水和法
- 本編
  - 撮影 - 岸本正広
  - 美術 - 瀬下幸治
  - 録音 - 斉藤禎一
  - 照明 - 望月英樹
  - 編集 - 普嶋信一
  - キャスティング - 田中忠雄
  - 助監督 - 兼重淳
  - 製作担当者 - 金澤清美
  - 監督助手 - 廣田啓、岡元洋、吉田至次
  - 撮影助手 - 清久素延、山田康介、橋本太郎、水野滋人
  - タイミング - 岩田卂夫
  - 録音助手 - 平良栄章、久野貴司、豊田真一
  - 照明助手 - 川辺隆之、三田村拓、佐藤宗史、大井秀明、加藤桂史、近藤睦朗、二見弘行
  - 特機 - 木本秀一、田村誠
  - 美術助手 - 小林久之、樫山智恵子、小林真木
  - 装置 - 柳堀衷一
  - 組付 - 加島康雄
  - 装飾 - 秋田谷宣博、石田満美、北村陽一、山口麻美
  - 電飾 - 河原正高
  - 衣裳 - 新井正人
  - 機龍隊衣裳デザイン - 酉澤安施
  - ヘアー・メイク - 小林志保美、水野恵美
  - スクリプター - 髙橋美穂
  - 編集助手 - 髙橋幸一、渡辺顕一郎
  - ネガ編集 - 岡安和子、中葉由美子
  - 音響効果 - 斉藤昌利、柴崎憲治
  - 音効助手 - 西村洋一、堀内みゆき、小山秀雄
  - サウンドエンジニア - 多良政司
  - サウンドエンジニア助手 - 石井秀明、野村みき
  - アクションコーディネーター - 村上潤
  - 俳優担当 - 髙屋隆太、梅本ユウ子
  - 劇用車スタント - 雨宮正信、高橋信一、中島啓介、仁部大介
  - 車輌 - 関口孝司、藤井英二、吉見玄、藤井新悦
  - 製作進行 - 福塚孝哉、平山高志、竹新誠司、菊島高広
  - 製作係 - 永井大輔
  - 製作補 - 山中和成
  - 音響効果 - 佐々木英世
  - アソシエイトプロデューサー - 鈴木律子
  - スチール - 工藤勝彦、西本敦夫
- 特殊技術
  - 特殊技術 - 菊地雄一
  - 撮影 - 江口憲一
  - 特美 - 三池敏夫
  - 照明 - 斉藤薫
  - 造型 - 若狭新一
  - 特効 - 久米攻
  - 操演 - 鳴海聡
  - 助監督 - 野間詳令
  - 製作担当者 - 川田尚広
  - 監督助手 - 伊藤良一、清水俊文、川嶋大輔
  - 撮影助手 - 鈴木一人、堂前徹之、桑原正祀、本多正樹、中島元気
  - 照明助手 - 伊藤保、佐藤武、朝井功、壱岐尾りつ子、鹿毛剛、小笠原篤志、平井匠
  - 特美助手 - 高橋勲、稲付正人、春日佳行、大西英文、杦山弘平、田口清隆、菅野友里
  - 装置 - 川口茂
  - 組付 - 大嶋聡
  - 造形助手 - 江久保暢宏、八木文彦、吉田茂正、藤原鶴声、三浦徳之、本田憲拡、伊藤成昭、山岡英則、涌井裕子、長崎香織、若狭幸子
  - 眼球造形 - 三木康次、稲村敦雄、三村健治、岸敬輔、村上拓也
  - メカゴジラ造型 - 小倉勇喜男、長田浩一、津村整、山長和徳、小倉裕一、和泉昌宏
  - 特効助手 - 中條勝美、持田正明、寺門勇、高見澤利光、稲垣秀男、大平悠二
  - 特機 - 岩田貞幸
  - 操演助手 - 辻川明宏、鈴木豊、船橋誠、原山健作、南田英夫、高木智之、小笠原禎
  - ウエスカムオペレーション - 酒井隆史
  - スクリプター - 青木順子
  - 製作進行 - 大浦俊将、松野拓行
  - 製作係 - 市川史門
  - デザインワークス - 西川伸司、丸山浩
- 視覚効果
  - VFXスーパーバイザー - 荒木史生、泉谷修、道木伸隆、松岡勇二、高山滋史、塩屋智和、松本肇
  - デジタルCGコーディネーター - 岸本義幸、杉木信章
  - CGディレクター - 長尾健治
  - CGIプロデューサー - 桑田秀行、小原彰夫、野澤一弥
  - CGデザイナー - 吉田稔
  - コンピュータグラフィックス - 千葉英樹、高田智洋、近藤望、廣田隼也、粟津順、鈴木嘉大、前田哲生、橋本豊和、堀河佳久、西山卓、天田弘行、塩屋茂和、阪上和也、大畑智也、スズキケンスケ、平田耕一、田中理恵
  - デジタル・エフェクト - 根本輝久、佐藤伸裕、諸星勲、國米修市、柳原嘉宣、上田茂、吉岡直生、藤本昌子、足立麻沙子、高塚万理子、南剛、豊直康、田口清隆、吉川和秀、野村智也、安藤広子、遠藤大輔、野田伸二、萩原昌子、藤木雅人、川端翼、山本剛史、照井一宏、上村多恵子
  - リードエフェクトアニメーター - 西山明宏
  - エフェクトアニメーション - 吉澤一久、山本英文、増田英和、佐藤元、今井元、小柴浩、金井圭一、鴫原譲
  - メイン・タイトル - 竹内秀樹、南成木
  - マットアート - 松山美恵、井出広法
  - デジタルネガコーディネート - 安岡芳子
  - デジタルI・O - 木下良仁、小渕晃央、増田悦史
  - オプチカルエフェクト - 五十嵐敬二、佐々木篤志、吉村好雄
  - プロデュース - 小川利弘
- 企画協力 - 山田政史、三枝徹
- 特生自衛隊監修 - 石山俊浩
- 機龍（メカゴジラ）監修 - 小野治（明治大学）、陶山明（東京大学）、松本紘（京都大学）
- 協力 - 防衛庁、陸上自衛隊、海上自衛隊、東京読売巨人軍
- プロダクション協力 - 東宝映像美術、東宝スタジオ、東京現像所
- 監督 - 手塚昌明

## 製作

### 企画経緯
製作の富山省吾は、1998年のハリウッド版『GODZILLA』の公開後に「日本のゴジラはこういうもの」とゴジラファンにしっかりと伝えることがミレニアムシリーズのテーマであったといい、平成VSシリーズとは真逆に独立した3本の作品としたいと思っていたが、前作『ゴジラ・モスラ・キングギドラ 大怪獣総攻撃』の後、次の題材は白紙であったという。そこで、時代ごとのゴジラシリーズの帰結にしてメインストリームであるメカゴジラを登場させることとなり、富山は本作品と次作『ゴジラ×モスラ×メカゴジラ 東京SOS』の2本は「終わるためのゴジラ」であり、ミレニアムシリーズの前半3本と次の2本はまったく異なるものであると述べている。
メカゴジラのリニューアルは、富山が『ゴジラ×メガギラス G消滅作戦』製作中の2000年ごろから構想しており、企画は前作と同時に進行された。しかし、前作は大ヒットとなったものの、人気怪獣が登場していたこと、監督が知名度のある金子修介であったこと、同時上映の『とっとこハム太郎』の動員に助けられたことなどがヒットした要因として分析され、次作の製作はすぐには決定せず、正式なゴーサインが出たのは2002年1月になってからであった。脚本の三村渉が依頼を受けたのもその際であり、富山は三村が『×メガギラス』のほか、過去にメカゴジラの登場する『ゴジラvsメカゴジラ』（1993年）も手掛けていたことから、時間的な都合もあって監督の手塚昌明との相性が良くメカゴジラへの理解もある三村を起用したと述べている。
ゴジラと戦う女性が主人公というストーリーは、手塚が前々年に手掛けた『×メガギラス』と重複する要素であり、企画時点でもスタッフ内から指摘があった。手塚は、同作品主演の田中美里に相談したところ、釈が演じればまったく違う作品になると言われ、吹っ切れたと語っている。
『モスラ』（1961年）や『フランケンシュタインの怪獣 サンダ対ガイラ』（1966年）などと関連付けた世界観は、第1作『ゴジラ』のみと繋がりがあった平成VSシリーズや前3作品との差別化として取り入れられた。手塚は、劇中で言及されている以外の怪獣についても特生自衛隊の戦果としてリストアップしていたが、ファン自身に考えてもらったほうが面白いと考え、これを公開していない。その後、書籍『3式機龍コンプリーション』（2016年）にて山中和成による特生自衛隊戦史が掲載された。
クライマックスの舞台は、第1作でも登場した品川となっているが、これはオマージュを意図したものではなく、当初のプロットでは新橋となっていたものを、「海から遠い」との指摘を受けて改めたものである。機龍の初戦の舞台も、当初は八景島ではなく葛西臨海公園が候補に挙がっていた。
『ゴジラ2000 ミレニアム』（1999年）後の2作では自衛隊の協力が叶わなかったが、本作品と『東京SOS』では久々の全面協力が実現しており、これによって実物の車両や艦艇、航空機、基地内部をふんだんに使用したリアリティかつ迫力のある映像が撮影されている。美術や小道具なども、自衛隊の意向を踏まえたものとなっている。主演の釈をはじめとした機龍隊の一同も、クランクイン前に朝霞の陸上自衛隊駐屯地に通い、自衛隊の訓練に参加している。富山によれば、前作で防衛軍という設定であったゆえに協力を断られた経緯や架空兵器であるメカゴジラが登場することから、防衛庁の協力を得ることは難しいと考えていたが、自衛隊内での別組織という条件であれば協力可能との回答を受け、特生自衛隊が設定されることとなった。
本作品は前作と違い、当初から『ハム太郎』との同時上映が決まっており、その影響で上映時間が従来より15分前後短縮されている。また、劇中では『ハム太郎』をもじった看板が登場するほか、湯原沙羅の友人が『ハム太郎』の主人公であるロコちゃんの衣装や髪型をイメージしたものになっており、ハムスターを可愛がるという『ハム太郎』を意識したシーンがある。手塚は、子供が鑑賞する映画としては短い方が良いと考えていたことから、上映時間が減ったことは制約にはならなかったといい、むしろ富山から「90分ちょうどでいい」と言われたことに闘志を燃やし、1時間28分ぐらいに収めようと決意したことを語っている。
なお、平成VSシリーズへの参加経験を持つ青井邦夫は、本作品の制作当時に手塚が自身へ一応連絡を取ろうと考えたらしいことを後から聞いたが、当時は可能なら何か手伝いたいと考えていたものの縁がなく、純粋な観客として本作品と次作を鑑賞することになったという。

### 内容の変遷
初期プロット
『ゴジラ×メガギラス G消滅作戦』の制作中に、同作品のプロット制作にも参加していた山田政史により執筆された。作成日は2000年11月26日。
山田が依頼を受けた時点でメカゴジラを登場させることは決定しており、初代ゴジラの骨を用いることやアブソリュートゼロを搭載しているなどの設定はこの時点で記述されており、主人公も『×メガギラス』に続き女性主人公であった。そのほかに、ゴジラの対極にある創造神、「進化圏」人工生命体サイバースフィアと、ゴジラによって破壊されたその残滓から誕生した体長4 - 5メートルの半機械獣ともいえる大量のクリーチャーが登場していた。
この段階では『×メガギラス』の次作候補として進められていたが、同時に進行していた『ゴジラ・モスラ・キングギドラ 大怪獣総攻撃』の制作が正式に決定したため、本企画は一旦停止した。その後、『GMK』制作中の2001年夏ごろに企画が再始動し、山田による3本のプロットを経て制作が正式に決定した。

山田政史による脚本
監督が手塚昌明に決定し、山田による脚本が2001年12月に2本書き上げられた。手塚の意向により、自衛隊寄りのリアル路線の作風となった。
ゴジラの脊柱の泡由来の知性を持つ人工生命体、ベッキーとマイキーも登場している。
この脚本ではダブルヒロインという設定であり、富山は前作に対抗する要素として、女優2人によるプロモーションを考えていた。

三村渉によるプロット
脚本作業は年明けまでおよんだため、作業を迅速化する必要が生じ、脚本家は山田の師である三村渉へ交代した。
三村による初期案では『×メガギラス』の続編とする案もあり、主人公であった辻森桐子や怪獣のメガニューラを再登場させることも構想されていた。しかし、この時点で機龍の設定が固まっていたため、初代ゴジラが死んでいない同作品の設定ではゴジラの骨が使えないことや、手塚が架空世界を舞台とした同作品よりもリアリティのある作品の志向していたことなどから、三村がプロットに着手する前に取り止めとなった。
プロットでは機龍の強さを見せる前座役としてゴジラの前に海の恐竜やアンギラスが登場して機龍と闘う案もあったが、予算の都合から不採用になった。手塚は、結果的には機龍1体をかっこよく見せることに注力できたので良かったと述べている。

三村渉による脚本
三村による脚本は、2002年3月から5月にかけて3稿が執筆された。各稿の大筋は変わらず、セリフや場所などの細かな変更に留まった。
人物描写が分散してしまうため、ヒロインは1人にして描き直した方がいいという三村の進言を受けて内容が再考され、三村が一から書いた別のシナリオが決定稿となった。主人公を1人に絞ったが、ダブルヒロインの名残りから、深くストーリーに関わる存在として少女を登場させている。

### 配役
主演の釈由美子は、富山や手塚が釈の主演作である映画『修羅雪姫』（2001年）を観ていたことから起用された。通常は東宝の演技課がオファーを行うが、釈は富山が直接事務所へ確認した。富山は、制作が決定してからオファーしたところ釈のスケジュールが決定する直前であったため、あと2、3日遅ければ釈の出演はなかっただろうと述懐している。『機動戦士ガンダム』のファンである釈は、機龍に乗り込むシーンはシャア・アズナブルのような気分であったと語っている。一方で、釈は、精神的なプレッシャーから体調を崩し、点滴を受けながら撮影に臨むこともあった。釈は、それまでゴジラ映画を観ていなかった自身がファンの期待に応えられるか、自身が出演することで作品にとってマイナスにならないかといったことを不安に感じ、制作発表でそれまで経験したことのない多数の記者に囲まれたことで精神的に耐えられなくなってしまったという。しかし、そのことが役柄の状況や心情とシンクロし、役とともに乗り越え精神的に強くなれたと語っている。後年のインタビューでは、役に入り込んだことのほか、真夏に密着性の高い戦闘服を着て狭いコクピットで撮影を行っていたうえ、簡単に着脱できないため水分を取らないようにしていたことも倒れた理由に挙げている。
湯原徳光役の宅麻伸は、ゴジラシリーズへの出演は『ゴジラ』（1984年版）以来であった。宅麻は、過去に手塚が参加していた時代劇に出演していた縁で起用された。当時の宅麻はテレビドラマ『課長島耕作』など真面目な役柄のイメージが強かったが、本作品では当時としては珍しい三枚目役となった。
湯原沙羅役の小野寺華那について、手塚はオーディションで芝居がうまさや可愛さよりも生活感のある普通の子を選んだと述べている。
柘植真智子役には、東宝特撮の常連であった水野久美を起用。水野がゴジラ映画に出演するのは『ゴジラ・エビラ・モスラ 南海の大決闘』以来36年ぶりであった。また、水野がゴジラシリーズで普通の日本人役を演じるのは本作品が初めてである。水野の息子である水野純一も関根役で出演しており、共演シーンはなかったが、前橋ロケにて親子での記者会見を行った。
五十嵐隼人役にはVSシリーズに出演していた中尾彬を起用。当初は別の大物俳優が候補に挙がっていたが、諸事情により実現に至らなかった。富山は、総理役の適任がおらず悩んでいたところ中尾に思い至り、東京メディアシティを訪れていた中尾のもとに急ぎ、出演にこぎつけた。中尾は、旧知の東宝演技課が困っていると聞き台本も見ずに快諾したといい、手塚は涙が出るほどありがたかったと述懐している。
葉山役の友井雄亮は、出演作の『仮面ライダーアギト』（2001年）を手塚が観ていたことから起用に至った。関根役の水野および女学生役の久遠さやかも本作品制作時に放送中であった『仮面ライダー龍騎』（2002年）に出演しており、手塚は久遠とは仮面ライダーについての話をしたというが、水野は本作品に起用された段階ではまだ出演回が放送されておらず、手塚は衣裳合わせの際に水野から同作品に出演することを伝えられたと述懐している。
機龍開発メンバー役には、従来の東宝特撮には出演していない小劇団系の俳優が起用された。手塚は、尺の都合から1人1人の人物像には踏み込めていないが、個性的な俳優が演じたことでキャラクターが立った旨を語っている。
3式機龍のスーツアクターを務めた石垣広文は、大野剣友会に所属経験のある造形の若狭新一からの誘いで参加した。石垣は依頼を受けた時点でアクション監督へ転向する意志を固めており、本作品がスーツアクターとして最後の出演作となった。
前作監督の金子修介が本作品の現場を見学に訪れた際に、手塚はカメオ出演を依頼したがスケジュールの都合により実現しなかった。

### 撮影
本編は2002年6月3日にクランクイン、8月7日にクランクアップした。
特生自衛隊本部の外観および館山での戦車走行シーンは、陸上自衛隊富士学校で撮影が行われた。戦車が公道を走ることは自衛隊の許可が降りなかったため、敷地内に信号機やガードレールなどを持ち込んで市街地を表現している。コンビニも同校の購買部を装飾しており、大道具の自動販売機で本物の自衛隊員が誤って購入してしそうになったこともあったという。手塚は、プロデューサーや自衛隊から許可が降りなければ台風のシーンを諦めるつもりでいたが許可され、自衛隊員も雨に濡れる撮影に臨んでいる。散水には敷地脇の湧き水が使えたため、水道代がかからなかったという。ゴジラの骨を積み込むシーンは、海上自衛隊横須賀基地で撮影された。
そのほかにも本作品ではロケセットを多用している。首相官邸の外観は旧群馬県庁舎を使用しており、首相の執務室や国会議事堂の階段も同施設内で撮影している。科学技術庁の外観はソニー厚木テクノロジーセンターを用いており、特生自衛隊本部内の喫茶室も同社の設備を用いている。自衛隊資料科は神奈川県立図書館で、査問委員会のシーンも同館で撮影している。葉山（兄）の葬儀会場は東京薬科大学の体育館を用いており、実際の自衛隊葬儀のビデオを参考としているが、雰囲気のみを活かした独自のものとなっている。湯原の大学の研究室には、水産総合研究センターの研究室を使用しており、三葉虫の水槽以外は室内のものをそのまま用いている。湯原のマンションは都内のスタジオで撮影された。避難所のシーンは都内の廃校を用いており、前半分を館山の避難所、後半分を品川の避難所としている。田中美里が出演する病院前のシーンは、イメージに適した場所が見つからず、手塚の発案により東宝撮影所の本館前で撮影された。都内が停電するシーンは、実際には横浜市の映像を用いており、撮影を行った横浜ランドマークタワーが協力としてクレジットされている。
ゴジラの骨が保管されている水槽前の部屋はセットで制作している。
冒頭の台風中継のシーンは、東宝スタジオ内の大プール脇で撮影しており、プールを堤防に見立て、エアキャノンで水面を撃って波を再現している。背景にはブルーバックが立てられ、ゴジラの姿を合成している。
館山の避難所で自衛隊員が子供に飴を与えるシーンは、企画協力の三枝徹がメーサー車の検討デザイン画の余白に書いていたコメントを実現したものである。
劇中でのテレビモニターに登場するワイドショーのステージは、『踊る大捜査線』のセットの一部を流用している。
本作品では、怪獣による災害被災者の描写が存在するのも特徴である。ニュース映像の描写や瓦礫などの制作には、阪神・淡路大震災の写真を参考にしている。美術の瀬下幸治は、その他のシーンでも細かい瓦礫の作り込みにこだわったといい、前作にも劣らないものができたと語っている。
茜が雪中でランニングするシーンは、夏場の撮影であったため、現場で造形物の雪を降らせたほか、溶ける雪や白い息などを合成している。
7月28日には、八景島でのエキストラロケが行われた。
デジタル合成が普及してからは、波長が適したグリーンバックが多用されていたが、本作品ではグリーンのライティングを用いるため、合成にブルーバックを使用している。
旧首相官邸の外観シーンは『ゴジラvsキングギドラ』（1991年）の映像が流用されている。品川での戦車が避難民とすれ違うシーンは『ゴジラvsモスラ』（1992年）からの流用だが、デイシーンをナイトシーンに加工している。

### 特撮
特殊技術は、平成ウルトラシリーズや『ガメラ3 邪神覚醒』（1999年）などにも参加し、『×メガギラス』以降の特撮班チーフ助監督を務めていた菊地雄一が初担当。富山は、菊地が過去に特撮班のチーフ助監督を務めていたことから、手塚の意向をまとめられる人物として起用したと述べている。菊地は、まだ自身のカラーが定まっていなかったため難しく考えずやりたいようにやった結果、従来のゴジラシリーズらしくない構成になったと語っている。一方で、映像的には破天荒な描写が可能であっても、手塚の志向するリアリティから離れてしまうため、両者で話し合いが多く持ち、良いところを活かしあったと述懐している。機龍のドック内や初代ゴジラの骨を収めた水槽のシーンなど、人物との絡みが多い場面は手塚がコンテを担当した。
特撮班は2002年6月6日にクランクイン、8月15日にクランクアップした。
特撮のセットは、デジタル技術の発展と予算規模の縮小により、オープンスペースと大プール以外はほとんど第9ステージで撮ることとなり、複数のセットを併行して組んでいる。次のセットを、使用中以外のステージで組み、第9ステージの空間の中ですべて組み替えをしながら撮影が進められた。特殊美術の三池敏夫は、『モスラ』（1996年）での山のセットと同程度の予算で、作品すべてのセットを賄わなければならなず、ミニチュアの数を減らしたために本来必要のない別撮りを行わなければならないなど、苦労した旨を語っている。
特撮セットは、大別して館山、八景島、品川の3箇所を主とし、そのほかに機龍のドックや海底なども制作された。セットの平台は細かく分割した可動式になっており、移動や収納を容易にしている。新規に制作されたミニチュアの建物は10軒に満たず、ミニチュアを制作した実在の建物は横浜・八景島シーパラダイスのアクアミュージアムのみであった。クライマックスの舞台である品川は目立ったランドマークがないため、従来の作品のような建物の再現を行わず、自由な配置としている。機龍が着地する運河も実在のものとは異なる。
冒頭の雨のシーンでは、実際に撮影で水を降らせたほか、雨の素材を合成しており、ゴジラの尻尾で弾かれるメーサー砲以外にCGは使用していない。菊地は、同シーンの撮影には『ガメラ3』での経験が活かされているといい、すべてCGでやろうとするとかえって時間がかかってしまうため、CGの使用は最初から考えていなかったと述べている。三池は、雨の撮影は後始末が大変なため身構えたが、『ゴジラvsビオランテ』（1989年）のようなスタジオいっぱいのセットではなかったので、同作品の時のようにステージ外まで泥まみれにはならず、水に濡れる程度で済んだと述懐している。
機龍がビルに突っ込むシーンは、従来の作品では建物内もミニチュアで表現していたが、本作品では本編で撮影した実景の室内に機龍の特撮映像を合成している。当初、ビルのミニチュア内部には釈のカレンダーが飾られていたが、遊びが過ぎるとして本番では不採用となった。
当初はゴジラが東京タワーを放射熱線で破壊する予定だったが、撮影当時の実際の東京タワーには地上波デジタル放送用アンテナ増設工事によるカバーがかかっており、合成が困難だったために実現せず、次作に持ち越された。手塚は、本作品の時点では東京タワーは『モスラ』で破壊されて再建されていないとも述べていた。
東京現像所の小川利弘によれば、手塚ができるだけ実写でいくという意向であったため、CGの制作は従来の作品ほどの苦労はなかったという。これについては制作期間が短いためできるだけ現場で処理しようという意図もあったとされ、日本エフェクトセンターの泉谷修は効率的に割り振っていたと証言している。合成カット数は、従来の作品では500カットを超えることもあったが、本作品では386カットとゴジラ映画としては少な目となった。アブソリュートゼロにより海面が凍る合成シーンを担当していた1社でパソコンがクラッシュし全データが消失して仕上がり不能になるという事態が起こり、急遽オムニバス・ジャパンが代理で再製作した。ゴジラの骨の水槽内にいる潜水服姿の作業員はフルCGで描写された。
機龍が暴走した際の破壊シーンは、『東京湾炎上』（1975年）のコンビナート爆破シーンや、『ゴジラvsメカゴジラ』（1993年）でのレインボーブリッジを破壊するシーンなど映像が流用されている。
3式機龍の格納庫のセットは『超星神グランセイザー』（2003年）に流用されている。

### 音楽
音楽は『×メガギラス』を手掛けた大島ミチルが担当。本作品では、伊福部昭の曲が全く使用されなかった。
前回で音楽が効果音とゴジラの鳴き声に負けてしまったと思った大島によって、90人規模での演奏が可能なモスクワでの音楽録音が提案され、シリーズ初の海外録音が行われた。演奏はモスクワ・インターナショナル・シンフォニック・オーケストラ。大島によれば、本作品ではマーチ調の楽曲が主であったため、共産主義の雰囲気が残る同地のオーケストラに向いており、怖いくらいの熱量を感じたと述懐している。大島は、日本では実現できない音の厚みを得ることができたが、スタジオの構造の都合から打楽器と金管楽器の音がすべてのマイクに入ってしまい、調整に苦労した旨を語っている。録音の模様はドキュメントとしてDVDの映像特典に収録されている。また、大島は効果音を把握するため、本作品よりダビング作業にはすべて参加している。
ゴジラのテーマは、『×メガギラス』で作曲されたものを引き続き使用している。テーマの継続は手塚の意向によるもので、大島は作曲家としてはとてもありがたいことであったと述べている。本作品ではテンポを変えるなどしてバリエーションを増やしている。
低音から始まるゴジラのテーマに対し、メカゴジラのテーマは高音の金管楽器を用いたファンファーレ風の楽曲としている。この曲について周囲からは映画『ベン・ハー』のようだと評されたが、大島は同作品は観ていないと述べている。
機龍隊のテーマと茜のテーマは、「頑張る人間」を共通のイメージとしている。
戦闘シーンでは、各怪獣のテーマとは別にバトル音楽が設けられている。大島は、従来のゴジラシリーズでは独立したバトル音楽がなかったことは知らず、あって当たり前のものだと思っていたといい、ゴジラのテーマではテンポが遅く不向きであったと述べている。

### パブリシティ
本作品の公開前後には多くの関連イベントが催された。
2002年10月30日から2003年2月11日まで日本科学未来館で、特撮技術を体験するイベント「ゴジラと科学展」が開催された。その前日29日に開かれたオープニングセレモニーでは手塚、富山、萩尾みどりが登壇したほか、3式機龍だけでなく昭和版とVS版のメカゴジラも登場した。
12月1日には日本科学未来館で親子試写会が開催された。釈、手塚、富山、同館館長の毛利衛によるトークショーも行われ、釈と機龍、ASIMOによるフラダンスも披露された。
12月9日には、日本映画専門チャンネル「24時間ゴジラ メカゴジラ大復活祭」のキャンペーンとして、プロ野球マスターズリーグ「東京ドリームス VS 名古屋80D'sers」の始球式にゴジラと機龍が登場した。
12月10日には、HMV渋谷店でインストアイベント「HMV＋東宝チャンピオンまつり」が開催され、トークショーに手塚、富山、釈、水野久美が登壇し、ゴジラと機龍も登場した。
12月26日には、新宿タカシマヤで開催されていた「大ゴジラ展」で釈のトークショーが行われた。イベント後にはオークションでゴジラのスーツを着る権利を落札したファンが実際にスーツを着用した。

### 商品展開
平成VSシリーズ以降、ゴジラシリーズの玩具展開はバンダイが中心であったが、本作品および次作ではゲームメーカーのコナミも商品展開を行った。コナミは、翌年から東宝製作の特撮テレビドラマ超星神シリーズの玩具展開も担当した。
そのほか、キャンペーンなどでの限定品・非売品も多く展開された。
関連書籍では、東宝の東宝SF特撮映画シリーズや小学館の超全集のほか、東宝特撮の映画単独としては『ゴジラ』（1984年版）以来となる朝日ソノラマのファンタスティックコレクションも発売された。

## その他
- 第1特報は前々作『ゴジラ×メガギラス G消滅作戦』の映像を流用している。ナレーションは立木文彦が担当。
- テレビ放送は、2003年12月2日にテレビ東京系列で行われた[161]。本編ノーカットで、前後には金子昇が演じる中條義人による次作『ゴジラ×モスラ×メカゴジラ 東京SOS』の告知も追加された[161]。視聴率は8.9パーセント[161]。
- 『コンバットマガジン』2002年10月号の表紙にはヘルメット姿の釈由美子の写真が使われている。
- 本作品の脚本を手掛けた三村渉の監督映画『不思議なめがね』（2002年）には、富山省吾、柏原寛司、西川伸司らがカメオ出演している[161]。同作品の公式ホームページでは、三村と富山や手塚昌明との対談が掲載されたり、掲示板で本作品のサブタイトル募集が行われたりするなど、本作品との連動企画を展開していた[161]。
- 2016年に「ゴジラ対エヴァンゲリオン」名義で『スーパーロボット大戦X-Ω』に参戦。本作品の世界観をベースに『ヱヴァンゲリヲン新劇場版』とコラボしたストーリーが描かれている。
- 2022年4月1日には、公開から20周年となる本作品へのオマージュを捧げたエイプリルフール企画の短編予告映像『ゴジラVSタイガース』がYouTubeにて公開された[176]。

## 映像ソフト化
- DVDは2003年7月25日発売[177]。オーディオコメンタリーは手塚昌明と釈由美子[177]。
  - 2005年4月22日発売の「GODZILLA FINAL BOX」に収録されている[178]。
  - 2014年5月14日には「ゴジラ60周年記念版」として期間限定の廉価版が発売[179]。
  - 2016年6月15日に東宝DVD名作セレクションで発売[180][161]。
- Blu-ray Discは2014年7月16日発売[181][161]。